# Дорофеев, Артём Валентинович
Артём Валенти́нович Дорофе́ев (20 июня 1992, Москва) — российский хоккеист, защитник.

## Карьера
Воспитанник московского «Вастома». В матче против «Шерифа», состоявшемся 5 сентября 2010 года, дебютировал в Молодёжной хоккейной лиге за «Мытищинских Атлантов».
На следующий день в матче с тем же соперником набрал первый балл за результативность, отдав голевую передачу на Олега Ли
.
Первую шайбу в МХЛ забросил 9 сентября того же года (с передач Ли и Никиты Сошникова в ворота «Крыльев Советов»).
Всего за 3 сезона, проведённых в МХЛ за «Атлантов», хоккеист (с учётом плей-офф) сыграл 153 матча, забросил 21 шайбу и сделал 25 голевых передач. В 2011 году защитник сыграл 4 матча в Российской хоккейной лиге за электростальский «Кристалл».
5 сентября 2012 года в матче против «Амура» Дорофеев дебютировал за «Атлант» в Континентальной хоккейной лиге.
23 ноября того же года в матче со «Слованом» защитник отдал свою первую в лиге голевую передачу (на Виктора Боброва).
Первую шайбу забросил в матче кубка Надежды—2014 в ворота минского «Динамо»; ассистентами защитника стали Константин Кольцов и Олег Яшин. В сезоне 2013/14 параллельно с выступлениями за подмосковную команду Дорофеев играл в Высшей хоккейной лиге за клуб «Буран».

## Статистика
|           |                         |      | Регулярный сезон | Регулярный сезон | Регулярный сезон | Регулярный сезон | Регулярный сезон | Плей-офф Кубок Надежды | Плей-офф Кубок Надежды | Плей-офф Кубок Надежды | Плей-офф Кубок Надежды | Плей-офф Кубок Надежды |
| Сезон     | Команда                 | Лига | Игр              | Г                | П                | Очк              | Штр              | Игр                    | Г                      | П                      | Очк                    | Штр                    |
| --------- | ----------------------- | ---- | ---------------- | ---------------- | ---------------- | ---------------- | ---------------- | ---------------------- | ---------------------- | ---------------------- | ---------------------- | ---------------------- |
| 2010/2011 | Мытищинские Атланты     | МХЛ  | 50               | 11               | 9                | 20               | 44               | --                     | --                     | --                     | --                     | --                     |
| 2011/2012 | Мытищинские Атланты     | МХЛ  | 50               | 5                | 6                | 11               | 32               | 12                     | 1                      | 2                      | 3                      | 10                     |
| 2011/2012 | Кристалл (Электросталь) | РХЛ  | 4                | 1                | 0                | 1                | 0                | --                     | --                     | --                     | --                     | --                     |
| 2012/2013 | Атлант                  | КХЛ  | 11               | 0                | 1                | 1                | 4                | --                     | --                     | --                     | --                     | --                     |
| 2012/2013 | Атланты                 | МХЛ  | 34               | 3                | 7                | 10               | 24               | 7                      | 1                      | 1                      | 2                      | 2                      |
| 2013/2014 | Атлант                  | КХЛ  | 5                | 0                | 0                | 0                | 0                | 3                      | 1                      | 0                      | 1                      | 2                      |
| 2013/2014 | Буран                   | ВХЛ  | 12               | 1                | 2                | 3                | 2                | --                     | --                     | --                     | --                     | --                     |
| 2014/2015 | Атлант                  | КХЛ  | 1                | 0                | 0                | 0                | 0                | --                     | --                     | --                     | --                     | --                     |